# You’re My Mate
„You’re My Mate” – singel zespołu Right Said Fred, który został wydany w 2001 roku. Został umieszczony na albumie Fredhead.

## Lista utworów
- CD singel (2001)[1]

1. „You’re My Mate” (Radio Edit) – 3:17
2. „You’re My Mate” (Extended Mix) – 4:17
3. „You’re My Mate” (Unplugged Mix) – 3:14
4. „You’re My Mate” (Instrumental Mix) – 3:13

## Notowania na listach sprzedaży
| Kraj            | Lista (2001)    | Najwyższa pozycja |
| --------------- | --------------- | ----------------- |
| Niemcy          | Top 100 Singles | 6                 |
| Austria         | Singles Top 75  | 4                 |
| Wielka Brytania | Singles Top 100 | 18                |
| Nowa Zelandia   | Top 50 Singles  | 43                |
| Szwajcaria      | Singles Top 100 | 97                |